# جوان مارتينيز
جوان مارتينيز (بالإسبانية: Joan Martínez Alier)‏ (و. 1939  م) هو اقتصادي، وبروفيسور، وباحث إسباني، ولد في برشلونة.